# Nuestra Familia
Nuestra Familia (em português "Nossa Família") é uma organização criminosa mexicana (chicana) de gangues de prisão com origens no Norte da Califórnia. Enquanto os membros da gangue Norteños são considerados afiliados a Nuestra Familia, ser membro da própria Familia não significa associação com um Norteño. Alguns policiais especulam que a gangue Nuestra Familia, que opera dentro e fora das prisões, influência grande parte da atividade criminosa de milhares de gangues Norteños na Califórnia. As principais fontes de renda da gangue são distribuição de cocaína, heroína, maconha e metanfetaminas nos sistemas penitenciários, bem como nas comunidades e extorsão de distribuidores de drogas nas ruas.